# Fionnuala McCormack

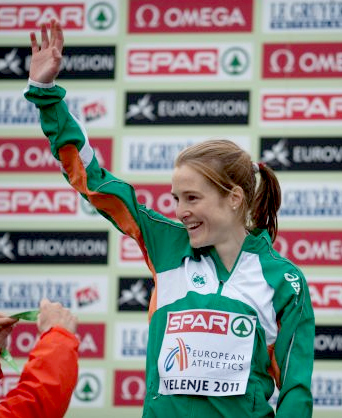
Fionnuala McCormack bei der Crosslauf-Europameisterschaften 2011

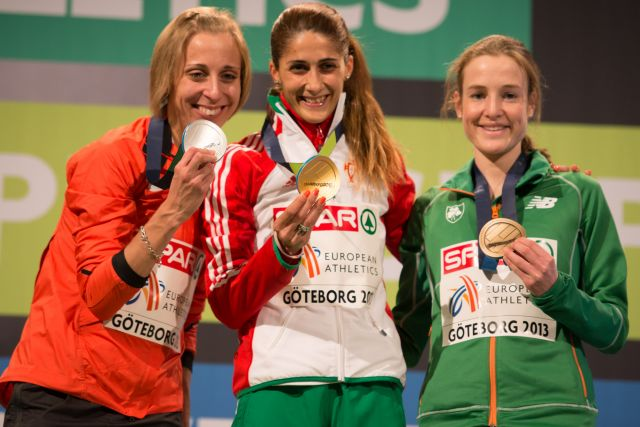
Fionnuala McCormack (rechts) mit Corinna Harrer und Sara Moreira bei den Halleneuropameisterschaften 2013

Fionnuala McCormack (geb. Britton; * 24. September 1984 in Wicklow) ist eine irische Langstrecken- und Hindernisläuferin.

## Leben
Bei den Crosslauf-Weltmeisterschaften belegte sie 2004 in Brüssel auf der Langstrecke und 2005 in Saint-Galmier auf der Kurzstrecke jeweils den 75. Platz. 2006 schied sie bei den Europameisterschaften in Göteborg über 3000 Meter Hindernis im Vorlauf aus und gewann bei den Crosslauf-Europameisterschaften in San Giorgio su Legnano Silber im U23-Rennen.
2007 kam sie bei den Crosslauf-Weltmeisterschaften in Mombasa auf den 14. Platz, wurde bei den Weltmeisterschaften in Ōsaka Zwölfte über 3000 Meter Hindernis und bei den Crosslauf-Europameisterschaften in Toro Siebte. Im Jahr darauf lief sie bei den Crosslauf-Weltmeisterschaften 2008 in Edinburgh auf Rang 36 ein; bei den Olympischen Spielen in Peking kam sie über 3000 Meter Hindernis nicht über die erste Runde hinaus.
2010 wurde sie bei den Europameisterschaften in Barcelona Elfte über 3000 Meter Hindernis und Vierte bei den Crosslauf-Europameisterschaften in Albufeira. Bei den Crosslauf-Weltmeisterschaften 2011 in Punta Umbría lief sie auf den 16. Platz, und beim Great Ireland Run wurde sie als Gesamtsiebte nationale Meisterin über 10 km. Einem Vorlauf-Aus über 3000 Meter Hindernis bei den Weltmeisterschaften in Daegu folgte im Herbst der bis dahin größte Erfolg ihrer Karriere: Als erste Irin seit Catherina McKiernan 1994 siegte sie bei den Crosslauf-Europameisterschaften in Velenje.
2012 wurde sie bei den Europameisterschaften in Helsinki Vierte über 10.000 Meter. Bei den Olympischen Spielen in London kam sie über dieselbe Distanz auf den 15. Platz und schied über 5000 Meter im Vorlauf aus. Im Dezember gelang ihr bei den Crosslauf-Europameisterschaften in Szentendre nicht nur als erster Athletin eine Titelverteidigung, sie gewann auch mit dem irischen Team Gold in der Mannschaftswertung.
2013 gewann sie bei den Halleneuropameisterschaften in Göteborg Bronze über 3000 Meter, belegte bei den Crosslauf-Weltmeisterschaften in Bydgoszcz den 14. Platz und wurde Vierte bei den Crosslauf-Europameisterschaften in Belgrad.
Bislang wurde sie je zweimal Irische Meisterin im Crosslauf (2007, 2008) und über 3000 Meter Hindernis (2008, 2009) und einmal im 10-km-Straßenlauf (2011). 2013 wurde sie nationale Hallenmeisterin über 1500 Meter.
Beim Marathon der Olympischen Spiele 2020, der abweichend in Sapporo stattfand, kam sie als 25. ins Ziel. Bei den Olympischen Spielen 2024 in Paris beendete sie den Marathonwettbewerb mit der Saisonbestzeit von 2:30:12 h auf dem 28. Platz.

## Bestzeiten
- 1500 m (Halle): 4:13,96 min, 17. Februar 2013, Athlone
- 3000 m: 9:01,01 min, 8. Juli 2014, Cork
  - Halle: 8:54,37 min, 21. Februar 2013, Stockholm
- 3000 m Hindernis: 9:37,60 min, 11. Juni 2011, New York City
- 5000 m: 15:12,97 min, 7. August 2012, London
- 10.000 m: 31:29,22 min, 29. April 2012, Palo Alto
- 10-km-Straßenlauf: 32:18 min, 22. Juni 2019, Dunshaughlin
- Halbmarathon: 1:10:44 h, 20. März 2016, New York City
- Marathon: 2:26:47 h, 13. Oktober 2019, Chicago